# Upplands runinskrifter 30

Upplands runinskrifter 30 är en runsten som står i en skogbeväxt hage i orten Kvarsta, Hilleshögs socken på Färingsö, Ekerö kommun i Uppland. Runstenen är av gnejs och är 2,55 meter hög och 1,55 meter bred. Runhöjden är 10 centimeter.
Om stenen finns en sägen som Erik Brate återberättar sålunda:

»Två jättinnor, Hilla och Färna, skulle bygga var sin kyrka. Hilla tog till sin kyrka (Hilleshögs kyrka) mindre och blev först färdig. Då blev Färna ond, tog ett hårstrå och lade Kvarsta-stenen i och slungade den mot Hilleshögs kyrka. Men den kom icke längre än dit, där den nu står.»

## Inskriften
Translitterering av runraden:
stainulfr lit raisa · stain þ(a)--a ebtiʀ · sikfast · faþur sin auk hulmkirþr at bunta sin kuþ ----b- sal hans
Normalisering till runsvenska:
Stæinulfʀ let ræisa stæin þe[nns]a æptiʀ Sigfast, faður sinn, ok Holmgærðr at bonda sinn. Guð [hial]p[i] sal hans.
Översättning till nusvenska:
Stenulv lät resa denna sten efter Sigfast sin fader och Holmgärd efter sin make. Gud hjälpe hans själ.